# Schwanzlänge
Die Schwanzlänge ist ein Körpermaß und bezeichnet die Länge des Schwanzes
von Landwirbeltieren
von der Schwanzwurzel bis zum Ende der über dem letzten Schwanzwirbel liegenden Haut.
Das Standardmaß
wird insbesondere bei Säugetieren verwendet.
Haare, welche die Schwanzrübe überragen, werden nicht mitgemessen;
Schwanzquasten können jedoch zusätzlich angegeben werden.
Teilweise wird die Kopf-Rumpf-Länge von der gemessenen Gesamtlänge abgezogen, um die Schwanzlänge zu ermitteln.
Die eigentliche Schwanzwurzel, das Gelenk zwischen Kreuzbein und erstem Schwanzwirbel,
liegt zwischen den Beckenflügeln
und ist nur durch einen Hautschnitt und das Entfernen von Binde- und Muskelgewebe freizulegen. Dies ist insbesondere bei der Untersuchung großer Serien zu aufwendig.
Daher werden als vorderer Messpunkt häufig der Anus oder die äußerlich sichtbare Schwanzwurzel verwendet, was zu abweichenden und stärker schwankenden Maßen führen kann.
So sitzt der Anus bei Altweltmäusen häufig erst unter dem vierten bis sechsten Schwanzwirbel.
Zudem lässt sich der auch bei toten Tieren durch Muskulatur und Sehnen unter einer gewissen Spannung stehende Schwanz insbesondere an seiner Ansatzstelle nicht rechtwinklig abbiegen und gerade ausrichten.
Hinreichend genaue Messergebnisse sind am lebenden Tier gewöhnlich nicht zu erhalten.
Empfohlen wird die Messung an frisch toten Tieren.
Nach der Totenstarre lässt sich der Schwanz aufgrund von erschlafften Bändern leicht langziehen, so dass die dann gemessene Länge meist größer ist als gleich nach dem Tod.
Der Messvorgang kann bei einigen Arten der Mäuseartigen zu Beschädigungen des Schwanzes führen, da sich die Schwanzhaut schon bei leichtem Druck löst.